# Феминизм в России

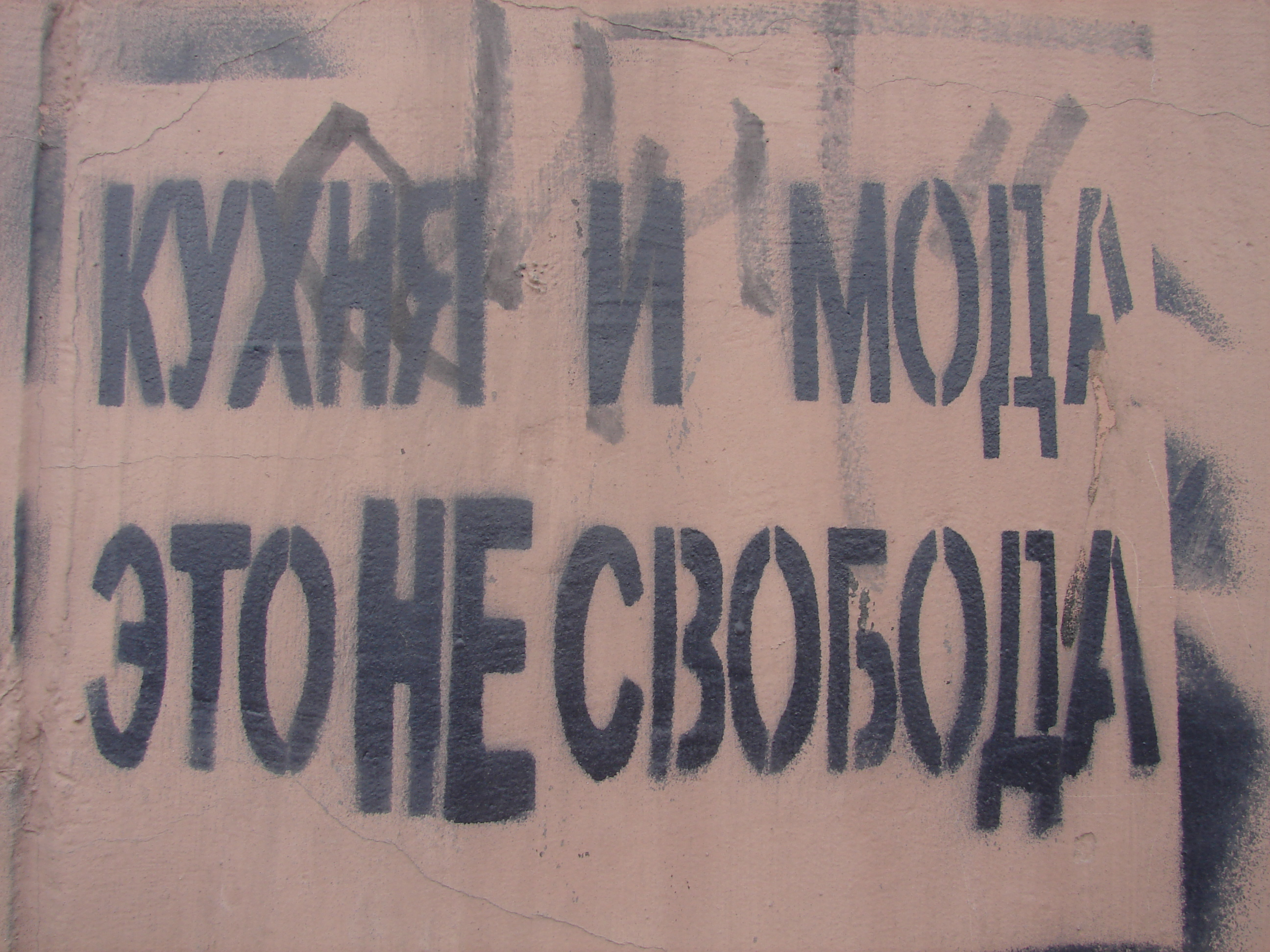
«Кухня и мода — это не свобода»: феминистское граффити в Санкт-Петербурге, 2006 год

Феминизм в России начал складываться как общественное движение в середине XIX века. Исторически первыми задачами дореволюционного женского движения было обеспечить женщинам доступ к оплачиваемому труду и образованию. Позже на первый план вышла цель добиться избирательного права для женщин — эта цель была достигнута летом 1917 года, когда под давлением женского движения Временное правительство предоставило российским женщинам всю полноту избирательных прав.
После Октябрьской революции большевики вначале сотрудничали с женским движением и осуществили те реформы, которые феминистки до этого готовили и продвигали десятилетиями. При этом советская власть не одобряла существование независимого женского движения, считая его буржуазным. Она реализовывала собственный проект эмансипации, направленный на политическую и экономическую мобилизацию женщин в интересах государства. Многие проблемы женщин при этом не могли быть решены, и именно эти проблемы оказались на повестке нового феминистского движения, возникшего в конце 1970-х годов в диссидентских кругах.

## Понятия «феминизм» и «женское движение»
В истории и социологии существуют различные подходы к определению понятий «феминистское» и «женское движение» и взаимоотношений между ними. В исследованиях, посвящённых России, в основном, используется подход, при котором феминистские движения рассматриваются как одна из разновидностей или сегментов женских движений. Под женскими движениями в таком подходе понимаются движения, которые мобилизуют женщин в качестве женщин — то есть обращаются к женщинам как к своей аудитории и потенциальным сторонницам. Политические или социальные цели женских движений могут быть различными и необязательно связаны с женской эмансипацией или борьбой за гендерное равенство (как, например, в случае женских демократических, антивоенных или антирасистских движений). Под феминистическими движениями исследователи понимают движения, которые ставят своей целью преодоление подчинения женщин мужчинам. Феминистские движения опираются на феминистскую теорию, идеологию и практики. Некоторые из этих движений сами называют себя феминистскими, другие движения или их отдельные участницы в силу различных причин избегают использовать это слово. Однако основным критерием для отнесения того или иного движения к феминистским в научной литературе считается в первую очередь его ориентированность на преодоление гендерной иерархии и изменение социального положения женщин.
Как отмечают исследователи, провести чёткую границу между феминистскими и прочими женскими движениями часто оказывается сложно. В случае дореволюционного женского движения в России некоторые авторы определяют женское движение как феминистское с самого момента его зарождения в середине XIX века, другие же считают, что о складывании собственно феминистской идеологии можно говорить только с конца 1880-х — начала 1890-х годов.

## Дореволюционное женское движение

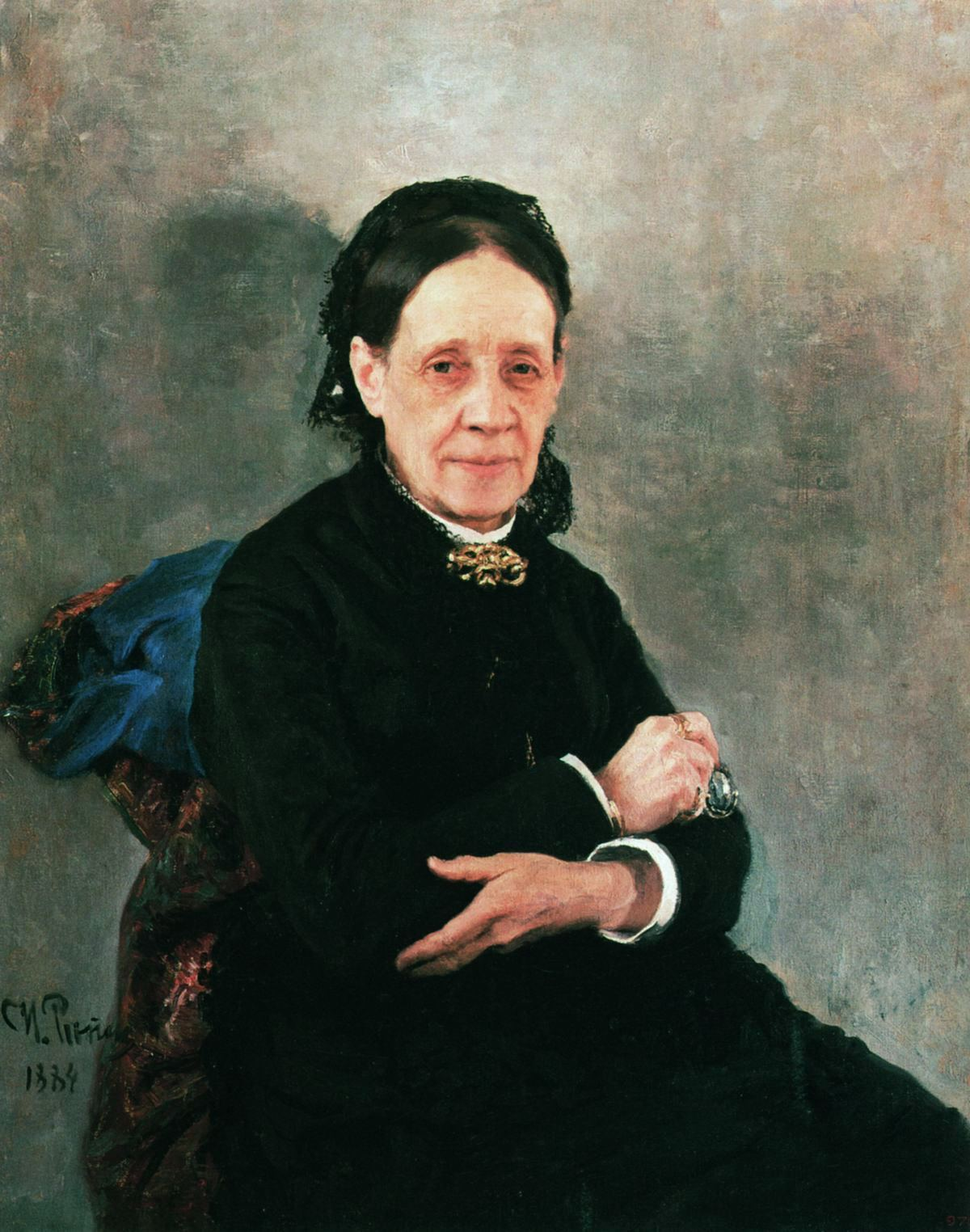
Надежда Стасова

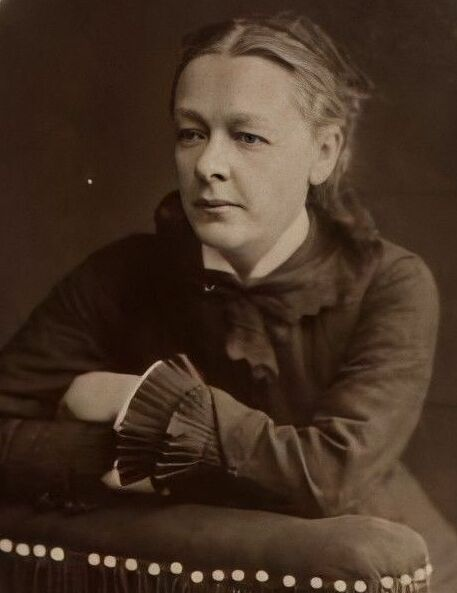
Мария Трубникова

### Начальный этап женского движения
Женское движение в России начало складываться в середине 1850-х годов в контексте социально-экономического и политического кризиса и сопутствовавшего ему общедемократического подъёма. В первые десятилетия своего развития российское женское движение занималось благотворительной и культурно-просветительской, а также социальной работой.

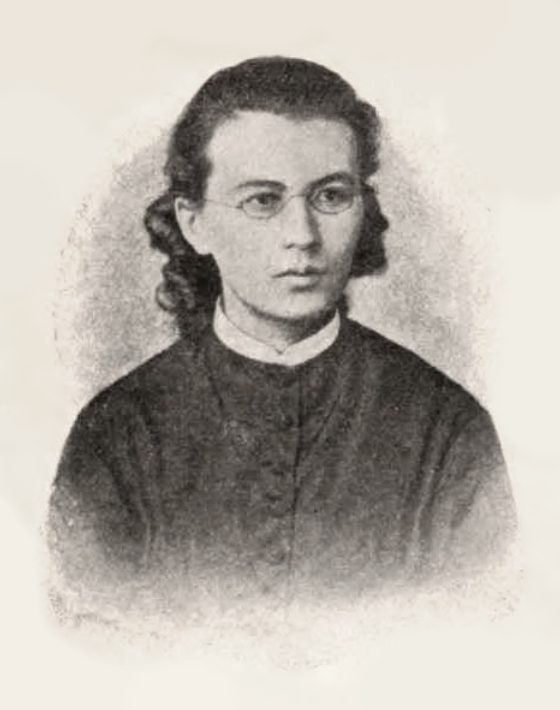
Анна Энгельгардт

Одной из первых организаций женского движения в России считается основанное в 1859 г. Анной Философовой, Надеждой Стасовой и Марией Трубниковой Общество дешёвых квартир. Деятельность Общества была направлена прежде всего на нуждающихся женщин, часто лишившихся кормильцев или вынужденных бежать из семьи. Отличие Общества от традиционных благотварительных организаций было, во-первых, в том, что его создательницы отказались от тотального контроля за жизнью подопечных, надеясь наладить с ними равноправные отношения, а во-вторых, в том, что женщинам, кроме жилья, предоставляли возможность работать в швейных мастерских и таким образом обрести самостоятельность.
Нереализованным остался проект Общества женского труда Анны Энгельгардт и Петра Лаврова: это общество должно было стать своеобразным агентством по трудоустройству женщин, отстаивать женские трудовые права перед властями и работать над созданием новых рабочих мест для женщин.
Другой организацией этого периода была Женская издательская артель: издательство, занимавшееся переводом иностранной литературы, в первую очередь образовательных книг для детей. Переводчицами издательства были исключительно женщины, и они стремились вовлечь женщин во все этапы производства книг. Переводчицы не подписывали свои работы, но через бренд издательства публично идентифицировали себя как женщины, таким образом заявляя о праве женщин на литературную работу наравне с мужчинами.
Объединяющим фактором женского движения XIX в. была борьба за доступ женщин к высшему образованию. Начавшись в 1860-е с первых женщин, появлявшихся на лекциях университетов в качестве вольнослушательниц, она привела в 1870-е к открытию многочисленных высших женских курсов, но не окончилась на этом. Женские курсы сталкивались с множеством проблем: от нехватки средств до репрессий со стороны властей. Для финансовой помощи курсам и курсисткам был создан ряд благотворительных инициатив: таким образом, шло создание сети женских организаций. Борьба за юридическое уравнение женского и мужского высшего образования продлилась до самого 1917 г.
Под давлением женского движения правительство пошло на некоторые уступки ему: самой значительной было разрешение на открытие высших женских курсов. Общество также реагировало на деятельность женского движения, широко обсуждая «женский вопрос». Женскому движению удалось существенно повлиять на общественное мнение и добиться изменения системы ценностей, норм и ожиданий в отношении женщин, особенно в сфере женского труда, женского образования, семейно-брачного поведения женщин. Интеллигенция приняла идеи женского равноправия.

### Феминистский этап движения

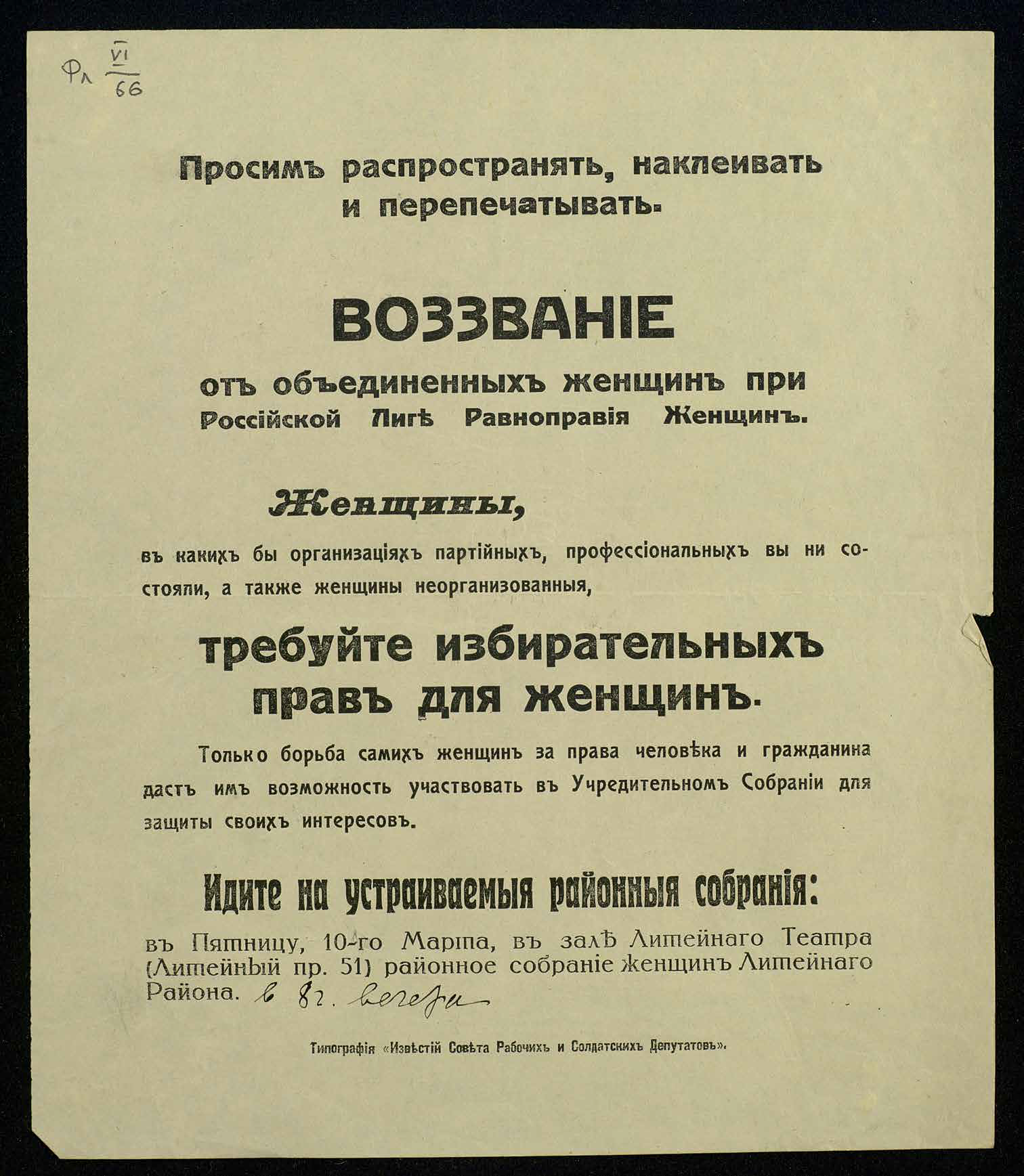
Воззвание 19 марта 1917 г.

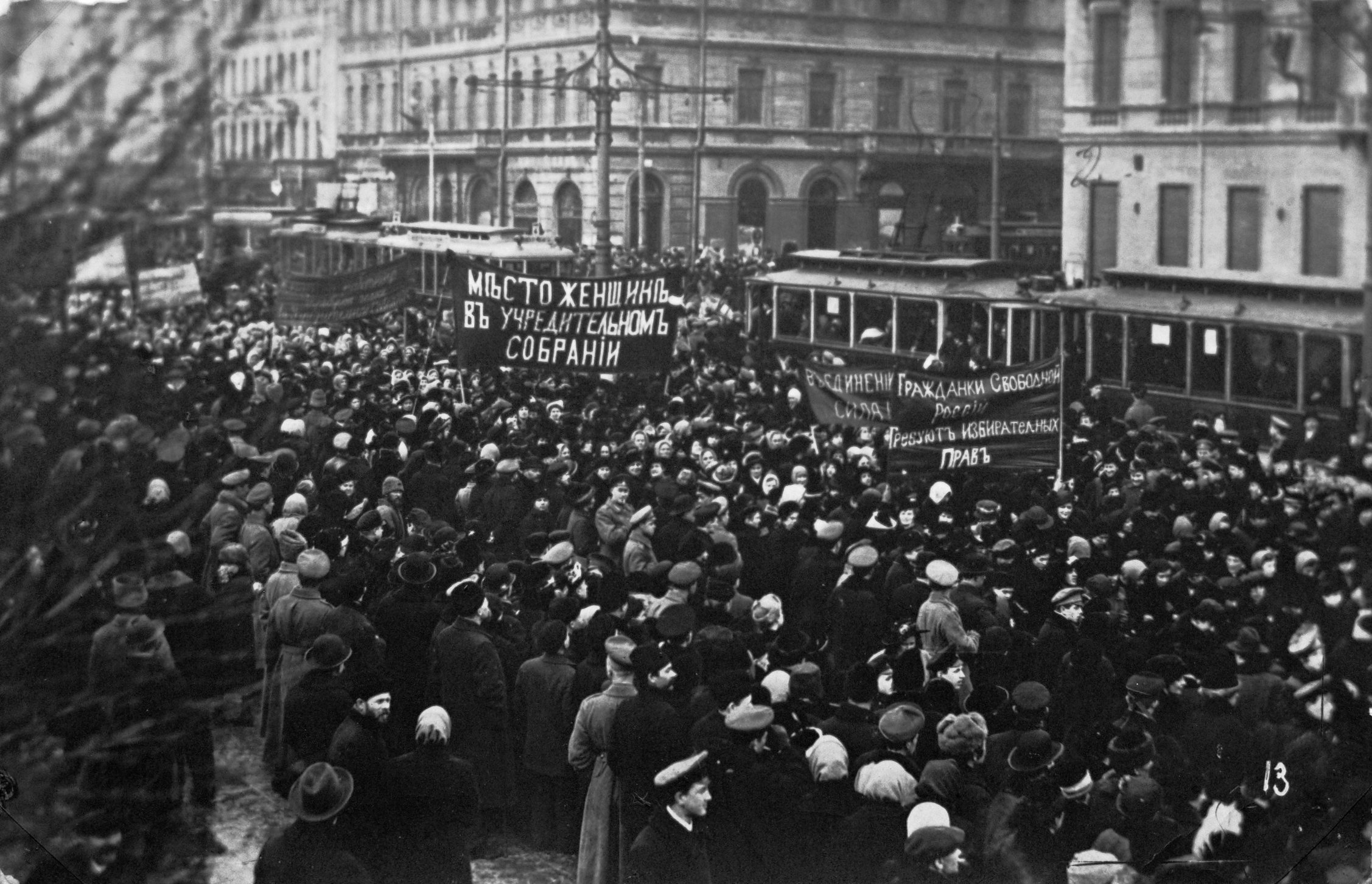
Демонстрация 19 марта 1917 г.

На рубеже 1880-х — 1890-х годов женское движение начало формировать новую, феминистскую идеологию и выдвинуло как свою новую основную цель достижение избирательного права для женщин. К этому периоду относится создание Русского женского взаимно-благотворительного общества — организации, просуществовавшей до 1918 г.
Поворотным моментом для женского движения стала Революция 1905 г.: часть населения получила политические права, но женщины оказались исключены из институциализированной политики. С этого момента политические права становятся главной целью женских организаций. Формируется идеология движения. Появляются первые женские партии: Союз равноправия женщин, Женская прогрессивная партия, Лига равноправия женщин и др.
По мере угасания революционных настроений и наступления реакции многие женские организации отказались от революционных лозунгов о всеобщем избирательном праве и начали добиваться распространения действовавшего цензового избирательного законодательства на женщин. Это сближало российских «равноправок» с западными суфражистками. В 1910-е годы феминистские организации сосредоточились на продвижении прав женщин в Думе через дружественных депутатов и просветительской работе среди женщин.
Движению удалось в полной мере достигнуть своих целей после Февральской революции, когда в марте 1917 года Лига равноправия женщин, мобилизовав десятки женских организаций Петербурга, провела 40-тысячную женскую демонстрацию и добилась от Советов и Временного правительства распространения избирательного права на женщин. 20 июля был принят новый избирательный закон, и выборы в Учредительное собрание стали первыми всероссийскими выборами, в которых женщины участвовали наравне с мужчинами. Таким образом, женское движение в России оказалось крайне успешным: благодаря ему Россия стала одной из первых стран мира, предоставивших женщинам всю полноту избирательных прав. Рошель Рутчайлд называет это событие одной из самых маштабных демократических реформ XX в.

## Женское движение и советская власть
Хотя в советской исторической литературе по «женскому вопросу» было принято утверждать, что советская власть даровала женщинам избирательные и прочие политические права, в действительности к этому достижению не имела отношения ни советская власть, ни партия большевиков. И избирательные, и социально-экономические права (отмена паспортных ограничений и расширение имущественных прав для женщин, гарантия личной независимости и пр.) предоставило женщинам Временное правительство, и сделано это было под давлением женских организаций, которые на протяжении десятилетий разрабатывали для этого законодательную базу и выдвигали требования властям. Таким образом, в момент прихода к власти большевики уже имели очень прогрессивную по меркам того времени законодательную базу. Их дальнейшие нововведения в области семейных и репродуктивных прав (упрощение процедуры развода, права «незаконнорождённых» детей, право на аборт) были просто удовлетворением тех требований, которые задолго до этого выдвигали феминистки, а принятые законы опирались на разработанную феминистками теоретическую основу.
Как отмечают исследователи, важную роль в принятии советской властью прогрессивного законодательства в области прав женщин сыграло то, что за предшествующие десятилетия женскому движению удалось заручиться союзниками среди части радикальной интеллигенции, пришедшей к власти. Идеи женского равноправия разделяли и поддерживали, в частности, Яков Свердлов, Лев Троцкий и Валериан Куйбышев.
Если на первом этапе интересы женского движения и советской власти совпадали, то в дальнейшем они разошлись: в советской идеологии на первый план вышло восприятие женщин не как самостоятельных субъектов, а как объектов государственного воздействия, воспитания и заботы, а женская активность была возможна только в рамках и направлениях, заданных государством. Все самостоятельные женские организации были признаны «буржуазными» и фактически прекратили своё существование уже к 1918 году. Советская власть рассматривала феминистскую идеологию как противоречащую целям классовой борьбы и приписывала себе «дарование женщинам всей полноты гражданских прав» — именно поэтому, как отмечают исследователи, имена российских феминисток[уточнить], их идеи и сведения об их деятельности были исключены из советской историографии.

## Феминизм и женская эмансипация в СССР

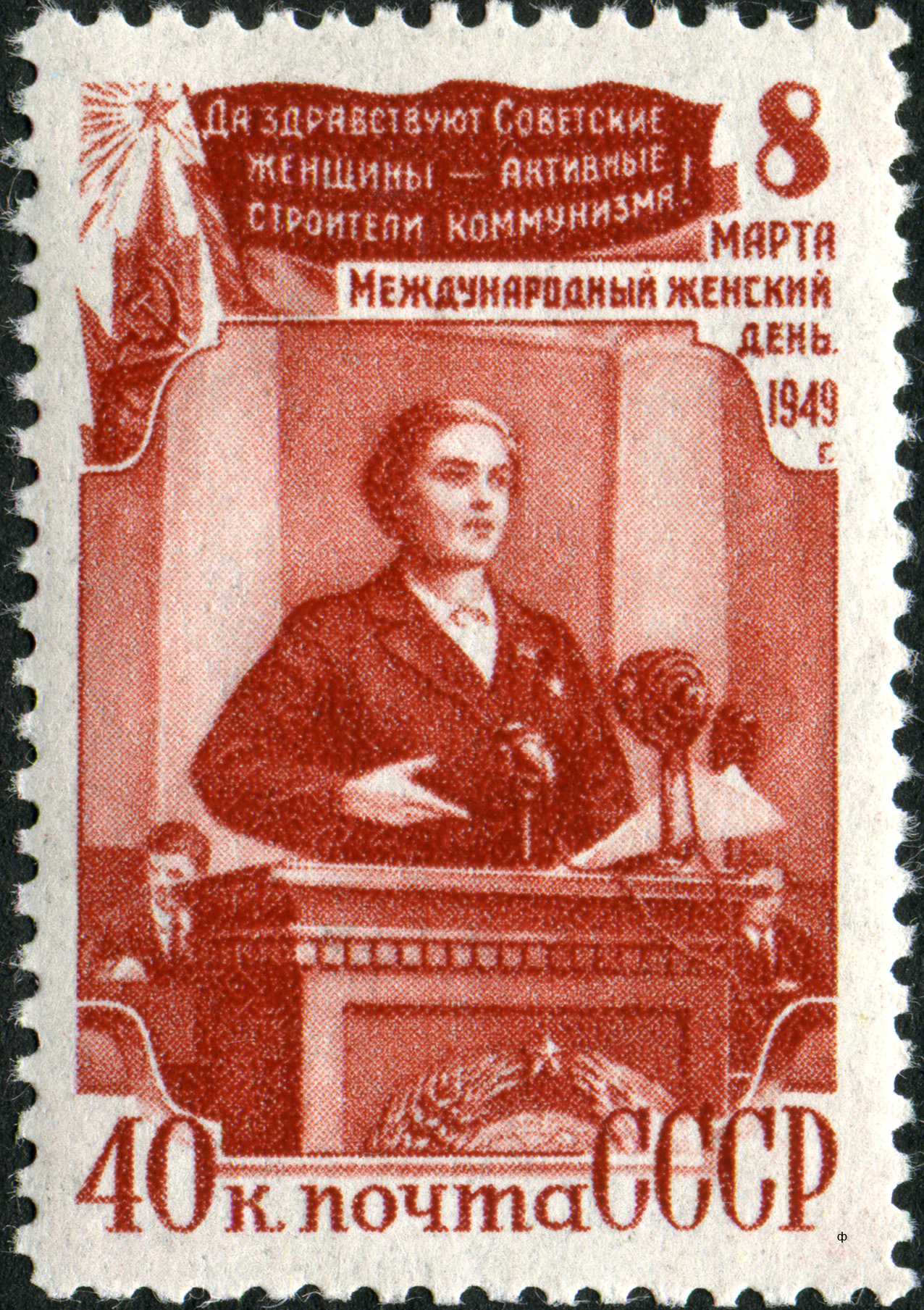
Советская женщина на трибуне. Почтовая марка СССР, 1949. Серия «8 марта». Художник Василий Завьялов

Советский проект решения «женского вопроса» на ранних этапах подразумевал политическую и экономическую мобилизацию женщин в интересах государства. Теоретическим основанием этой политики был марксистский феминизм; важнейшую роль в разработке этой идеологии и её применении на практике сыграла Александра Коллонтай. Важными инструментами политики женской эмансипации стали женотделы и делегатское движение, призванные обеспечить трудовое раскрепощение женщин и вовлечение их в производство и коммунистическое строительство. Проводимая политика подразумевала обеспечение экономической независимости женщины от мужчины — главы патриархальной семьи, повышение грамотности, ослабление семейно-брачных уз, сексуальную либерализацию. Процедуры развода и признания отцовства были упрощены, аборты легализованы. Советская конституция гарантировала равную оплату за равный труд женщины и мужчины, проводилась политика социального обеспечения и поддержки матерей-работниц — в частности, были созданы структуры яслей и детских садов, предоставлялось время и место для грудного вскармливания прямо на предприятии, матерям гарантировались пособия.
В 1930-е годы политика эмансипации была в значительной степени свёрнута: государство вновь ужесточило брачное законодательство, запретило аборты, вернулось к традиционалистской гендерной идеологии и жёсткому регулированию сексуального поведения. В 1930 году Сталин объявил «женский вопрос» решённым и упразднил женотделы. Позднее, при Хрущёве, им на смену пришли женсоветы, но их повестку устанавливали не их члены, а те партийные или государственные организации, при которых они действовали. Таким образом, хотя начиная с 1960-х годов гендерная политика советского государства стала более либеральной, государство продолжало доминировать как в сфере женского политического участия, так и в сфере гендерных отношений — поэтому некоторые исследователи называют советский гендерный порядок этакратическим.

### Ленинградский диссидентский феминизм
Независимое женское движение вновь зародилось в СССР в конце 1970-х, когда в диссидентском самиздате вышел альманах «Женщина и Россия». Его редакторами были Татьяна Горичева, Наталия Малаховская и Татьяна Мамонова. Позднее, в 1980—1982 годах, команда альманаха издавала журнал «Мария» и основала одноимённый женский клуб.
Феминистские диссидентские журналы были посвящены замалчиваемым в советском обществе проблемам и делали особый акцент на положении женщин: они освещали психологические проблемы взаимоотношений мужчин и женщин, проблемы семей, неравное участие отца и матери в воспитании детей, неполные семьи, аборты, роды, изнасилование, положение женщин в тюрьме и бездомных женщин и пр. Многих советских диссиденток-феминисток отличала приверженность христианским ценностям, так что некоторые авторы называют это движение христианским феминизмом. В действительности, когда христианская направленность клуба «Мария» стала очевидна, часть женщин, не готовых поддерживать его религиозную ориентацию, вышли из клуба и основали собственный журнал «Далёкие-близкие» (по другим данным — «Далёкое и близкое»), в то же время продолжая сотрудничать с «Марией».
В диссидентском движении реакции на первые феминистские издания были разными: от заинтересованных и сочувственных до недоумённых и насмешливых. Многие утверждали, что «женское движение в России невозможно и не нужно». На Западе, по свидетельству одной из участниц альманаха «Женщина и Россия» Юлии Вознесенской, первые его выпуски имели огромный успех, что заставило многих диссидентов пересмотреть своё отношение к альманаху и женскому движению в целом.
Советские феминистки подвергались преследованиям со стороны КГБ, макеты и тиражи журналов изымались, многим участницам феминистского самиздата угрожали отнять детей, принуждали эмигрировать.
По свидетельству Татьяны Горичевой, ни одна из участниц коллектива альманаха «Женщина и Россия», за исключением Татьяны Мамоновой, не называла себя феминисткой. Участницы женского диссидентского движения активно сотрудничали с западными феминистками, как находясь в СССР, так и впоследствии в эмиграции. При этом найти общий язык им часто было сложно, и значительные расхождения возникали из-за христианской ориентированности советских и принципиальной антирелигиозной позиции западных феминисток.

## Женское движение в постсоветской России

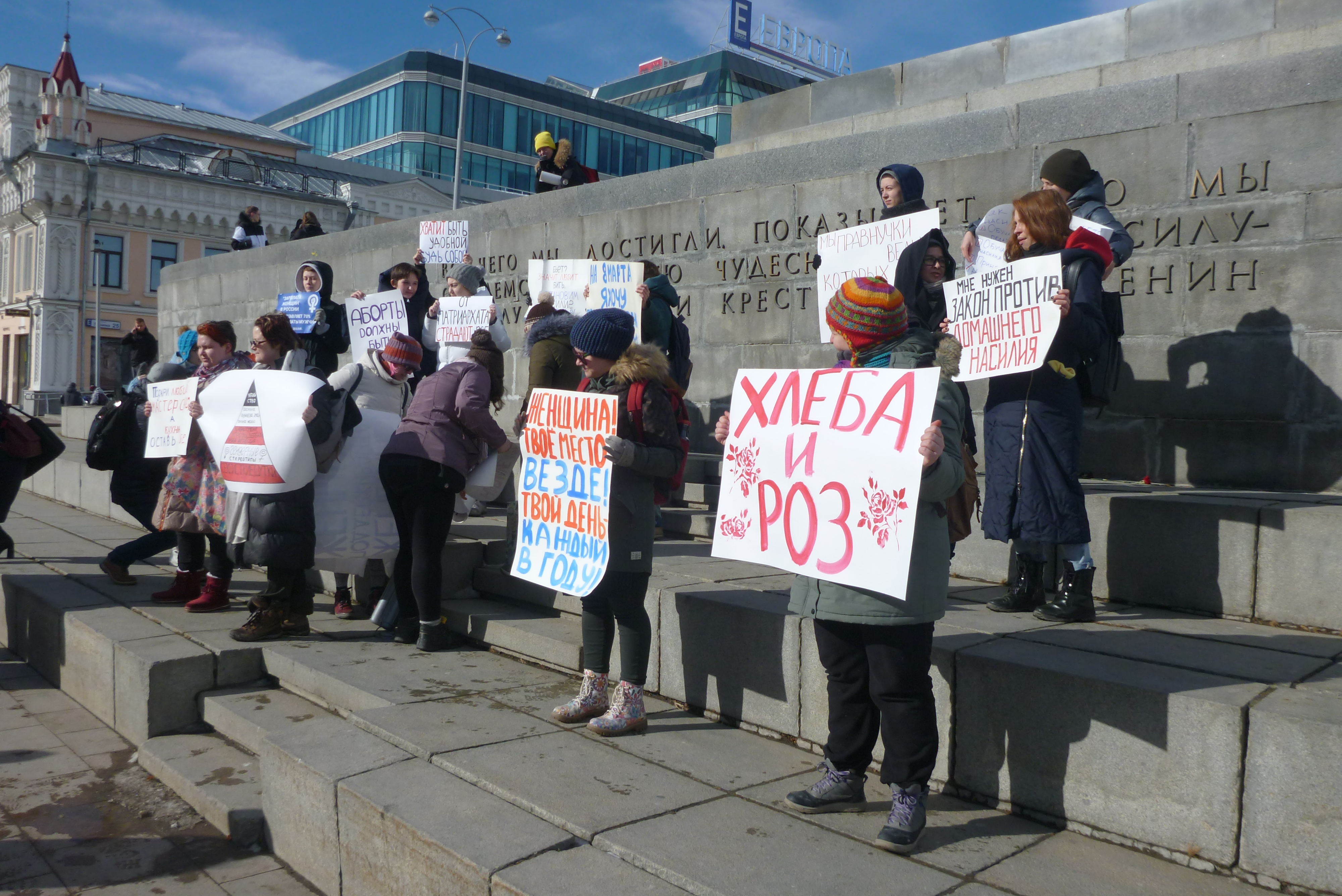
Пикет феминисток в Екатеринбурге. 8 марта 2019 года

#### При Ельцине
Распад СССР стал поворотным моментом в жизни женщин в России. Они сильно пострадали от недугов российского общества. В условиях глубокого экономического и социального кризиса женщины первыми исключаются из рынка труда, и многие из них становятся финансово зависимыми от мужей, которые прибегают к насилию. Проблема домашнего насилия не была нова, и она ещё более усугубляется из-за растущей нестабильности женщин и распада государства в 1990-х годах, особенно в борьбе с насилием в отношении женщин.
Именно в этом климате появляются новые гражданские инициативы под руководством местных и международных организаций. Падение коммунистической модели вызывает экономическое и социальное потрясение, первыми жертвами которого становятся женщины, но в это же время суровые репрессии, присущие женским организациям, ослабевают. Тогда появляются новые ассоциации, такие как Сёстры или Анна. Они запускают программы, направленные на искоренение домашнего и сексуального насилия, и создают кризисные центры для приёма женщин, подвергшихся насилию. Но им приходится довольствоваться очень ограниченной государственной финансовой поддержкой и почти полностью полагаться на международных партнёров, таких как Организация Объединённых Наций. Эти ассоциации являются одними из первых в постсоветской России, которые выдвигают требования гендерного равенства и бросают вызов широко распространённому во времена СССР убеждению в супружеском насилии и алкоголизме. Их члены, в частности, пытаются привлечь внимание населения к структурному характеру этого насилия и необходимости урегулировать проблему с помощью законов. Несмотря на эти усилия, приёмным центрам трудно защищать интересы женщин иначе, как через лексику материнства, потому что они должны адаптироваться к недемократическому национальному контексту, который очень неохотно относится к феминистским требованиям.
В то же время женские политические ассоциации призывают к большему числу представителей женщин в государственном аппарате. По словам исследователя Кэрола Нечемиаса, им даже удалось объединиться и одержать удивительную победу на выборах в Думу в 1993 году (Женщины России). Тогда женщины занимали 8,1 % мест в парламенте. Однако мы можем квалифицировать эту победу как частичную, потому что выборные должностные лица по-прежнему ограничены так называемыми «женскими» функциями. Действительно, в 1996 г. они занимали только 2,6 % ответственных должностей в правительстве, в основном в сфере культуры, здравоохранения или социальной деятельности (защита матерей и детей, больных или обездоленных). При этом в 2000 году они составляли почти 80 % низшей категории государственных служащих. Разрыв огромен и свидетельствует о неравном доступе мужчин и женщин к ответственным постам. Некоторые женщины-политики пытаются расширить сферу своей деятельности и начать дискуссии с женскими неправительственными организациями, например, с министрами социальной защиты: Эллой Памфиловой и Людмилой Безлепкиной. Безлепкина «категорически против попыток отвести женщин на кухню», а Памфилова видит большой потенциал в женских организациях. Однако обе считают, что мужчины и женщины должны занимать принципиально разные социальные роли, связанные с полом. Более того, Памфилова отвергает феминистскую повестку дня, даже называя её экстремистской.
Подводя итоги года, прошедшего после распада СССР, мы видим, что хотя инициативы в пользу женщин пользуются определённой международной поддержкой и вниманием средств массовой информации, они маргинализируются, а их требования в пользу равенства в конечном итоге игнорируются правительством, в котором преобладают мужчины. Проблема прав женщин, безусловно, стала демократизированной и больше не сосредоточена исключительно в руках государства, но, тем не менее, остаётся деликатной темой. Действительно, многие считают, что коммунизм завершил эмансипацию женщин и устранил неравенство между полами, и что этот вопрос больше не нужно поднимать. Западные феминистские требования, особенно в отношении гендерных ролей, не одобряются, а термин «феминизм» почти никогда не используется. Это возмущает и рассматривается многими россиянами как западное изобретение, не соответствующее национальному контексту. Однако, несмотря на неоспоримые достижения коммунистического периода (право голоса, право на аборт, развод и т. д.), определённая дискриминация сохраняется во всех аспектах жизни женщин, таких как сексуальные домогательства, домашнее насилие, наличие стеклянных потолков или присвоение гендерных ролей. Гомосексуальность подавляется, а бинарные и гетеросексуальные нормы в значительной степени являются гегемонистскими.

#### При Путине
Приход к власти Владимира Путина в 1999 году сопровождался неожиданным переворотом в вопросе женщин. Исследователь Андреа Чандлер рассмотрела реформы социальной политики, принятые при Владимире Путине. Хоть эти реформы и нацелены в первую очередь на женщин, кажется, специалисты по гендерным вопросам немного пренебрегли ими. Однако Чандлер отмечает, что анализ «социальной политики в России свидетельствует о проницаемости политического дискурса для сложных и противоречивых сообщений о гендерном равенстве». Чандлер также показывает, что экономическая политика, такая как пенсионная реформа, имеет тенденцию изображать женщин, как «действующих лиц на рынке труда», в то время как рассуждения о семейных пособиях закрепляют их за пассивными и зависимыми матерями. В этом отношении, похоже мало, что изменилось с 1990-х годов. Пожелания Владимира Путина по случаю Международного женского дня в 2019 году отражают следующие выводы:
«Достигать успехов — в характере наших женщин. Вы успеваете всё: и на работе, и дома — и остаётесь красивыми, яркими, очаровательными, центром притяжения всей семьи, объединяете её своей любовью, способной вдохновить и поддержать, согреть и утешить.
Вам дано пройти весь путь создания новой жизни — рождения ребёнка. Это великое счастье материнства, воспитания детей всегда преображает мир, наполняет его добротой, нежностью и милосердием, утверждает те традиционные ценности, которыми всегда была сильна Россия.»
Расширение прав и возможностей с помощью работы по-прежнему в моде, женщин не поощряют оставаться дома (хотя вопрос оплаты домашнего труда был поднят и до сих пор является предметом обсуждения в феминистских организациях), но дискурсы и социальные действия, разработанные при Владимире Путине отражают «эссенциалистское» видение роли женщин. Акцент делается на «женских» качествах, и Владимир Путин регулярно подтверждает, что Россия является гарантом традиционных ценностей и не поддерживает западные феминистские идеи. Правительство особо подчёркивает важность рождаемости для величия России. Эти наталистические речи проложили путь группам противников абортов, которые, как указывает Чендлер, отдают приоритет правам нерождённых детей правам женщин. В последние годы неоднократно предпринимались попытки сократить или даже запретить доступ к абортам.
Существует ряд деклараций, продвигающих гендерное равенство, особенно в экономической сфере, в то время как женщины по-прежнему неразрывно связаны с материнством и традиционными гендерными ролями в государственном и институциональном контексте.
В период правления Путина, в феминистском движении России выделилось два течения. Представительницы первого определяют себя как интерсекциональные феминистки и призывают к солидарности всех угнетённых групп. Представительницы второго позиционируют себя как радикальные феминистки, которые заняли ярко выраженную негативную позицию по отношению к трансгендерам, придерживаясь идеологии TERF.
Феминистки основали группу Феминистское антивоенное сопротивление, выступившую против вторжения России на Украину в 2022 году. Вместе с тем ряд TERF, в частности, группа Womenation, выступили в поддержку российской агрессии, а также вступили в конфликт с украинским феминистским движением.
В апреле 2023 года депутат Госдумы Олег Матвейчев разработал законопроект о признании феминизма экстремистской идеологией. По мнению депутата: «феминистки являются агентурой Запада» и «занимаются разрушением традиционных ценностей», а также «распространяют фейки о ВС РФ в социальных сетях». Законопроект проходит оценку в комиссии Госдумы по иностранному вмешательству — добавил парламентарий. В случае положительного заключения его внесут на рассмотрение нижней палаты парламента.
В сентябре 2024 года председатель Совета Федерации Валентина Матвиенко в интервью «Известиям» высказала мнение, что «современный феминизм не занимается борьбой за права женщин». Она также заявила, что движение чайлдфри, связанное с феминизмом следует запретить на законодательном уровне. В интервью Znak.com, сенатор от Омской области Елена Мизулина заявила, что относится к феминизму «скорее негативно», хотя считает его «отчасти вынужденным явлением».

#### Гендерное насилие
Владимир Путин продолжает тенденцию приватизации проблемы насилия в отношении женщин. Это означает, что домашнее насилие рассматривается, как частное дело, с которым нужно разбираться в семье, и в которое правительство и полиция не должны вмешиваться или почти не вмешиваться. Франсуаза Досе и Амандин Регами также отмечают, что «в 2004 году Комиссия по вопросам положения женщин в Российской Федерации под руководством заместителя председателя правительства была упразднена [и] межведомственная комиссия по проблемам насилия в семье, сексуального насилия и торговли людьми прекратила свою деятельность в 2005 году.»
Разъединение и деполитизация этой проблемы усилились в 2017 году с внесением поправки в статью 116 Уголовного кодекса России. До 2016 года по этой статье наказывались все акты насилия и избиения, от причинения ограниченных телесных повреждений до жестокого физического насилия. В это положение впервые были внесены поправки в июле 2016 года: неотягчающее и неповторяющееся насилие декриминализируется и становится простым административным правонарушением, караемым штрафом, общественными работами или непродолжительным задержанием на срок от 10 до 15 суток тюремного заключения. Однако эти акты насилия, повторяющиеся или совершённые в отношении родственников, по-прежнему являются уголовным преступлением, что влечет за собой более суровые наказания. Таким образом, Уголовный кодекс признаёт отягчающим обстоятельством наличие связи между жертвой и преступником (супругами или бывшими супругами, детьми и родителями, братьями, сёстрами).
Поправка, однако, возмутила Православную церковь и защитников традиционной семьи, которые сочли положения дискриминационными. «Добросовестным родителям будет угрожать уголовное преследование до двух лет лишения свободы (в случае повторного правонарушения) за любое, даже умеренное и разумное, применение физической силы в воспитании детей», — негодует Комитет по семейным делам Московского Патриархата. Некоторые политики высказывают крайне консервативные замечания. Так например, для сенатора Елены Мизулиной домашнее насилие — не «главная проблема семьи», в отличие от грубости, отсутствия нежности, уважения, особенно со стороны женщин. Мы, женщины, слабые существа, не расстраиваемся, когда нас бьют. Когда мужчина бьёт жену, это не так раздражает, как когда мужчину унижают." Лишь меньшинство выборных должностных лиц защищает предыдущий закон, как, например, депутат-коммунист Юрий Синельчиков, который утверждает, что" российские традиции не основаны на воспитании женщин кнутом, как некоторые пытаются нас убедить ".
Шесть месяцев спустя, видя такую реакцию, любое упоминание о близком родственнике исчезает из уголовного кодекса. Связь между жертвой и преступником больше не является отягчающим обстоятельством. Эпизодическое и «не отягчающее» насилие в семье больше не регулируется уголовным кодексом и не является предметом отдельной политики.
Поправка возмутила ассоциации, борющиеся против насилия в отношении женщин, а также многих иностранных наблюдателей, в то время как в правительстве этот вопрос был признан закрытым. Представитель правительства заявил, что «квалифицировать определённые действия в семье как домашнее насилие — значит драматизировать ситуацию с юридической точки зрения».
Постоянно приводятся впечатляющие цифры о количестве российских женщин, ставших жертвами своих супругов или бывших супругов. Amnesty International сообщает на своём веб-сайте о 14 000 убитых женщин в год, другие говорят, что это 8 000 в год, или даже каждые 40 минут убивают 1 женщину. Однако проверить эти данные невозможно по той простой причине, что в полиции не ведётся учёт женщин, погибших от ударов партнёра. В 2010 году, по официальным данным, в России было всего 22 социальных отеля для размещения пострадавших.

#### Верховный суд и армия
В 2012 году группой депутатов ГД во главе с заместителем председателя комитета по делам СНГ Татьяной Москальковой был разработан проект Закона «О срочной военной службе для женщин», однако он не был принят.
В 2018 году пять девушек из Тольятти, ссылаясь на 19 статью Конституции России, гарантирующую прав и свобод человека и гражданина независимо от пола, и международную практику Армии Израиля и Норвегии, в которых женщины проходят срочную военную службу, предприняли попытку оспорить в суде секретный Приказ министра обороны от 24 апреля 2017 № 025 и секретный Приказ директора Росгвардии от 11 июля 2016 № 01 «Об утверждении перечня воинских должностей, замещаемых солдатами …», запрещающие лицам женского пола замещать востребованные воинские должности по контракту: стрелок, снайпер, водитель, механик, танкист, артиллерист. Ответчиками были заявлены Министерство обороны России и Росгвардия. Судебный марш-бросок девушек получил широкое освещение на федеральных телеканалах НТВ, 5 канал, 360, Мир, Дождь. Сами ответчики назвали судебную попытку девушек агрессивным феминизмом.
Через год в 2019 году одной девушке удалось прорвать оборону, Верховный Суд России с третьей попытки принял иск Яны Сургаевой.
На предварительном судебном заседании под председательством судьи Верховного суда Аллы Назаровой, в присутствии третьих лиц минюста и генпрокуратуры, из-за секретности обжалуемых приказов, суд отказал допустить к участию представителя Уполномоченного по правам человека в Российской Федерации и представителя по доверенности, указав представить в суд адвоката с ордером. По результату рассмотрения закрытого судебного дела, 22 августа 2019 года суд отказал девушке в праве служить на боевых должностях в армии, указав на Постановление Правительства РФ от 06.02.1993 N 105 «О новых нормах предельно допустимых нагрузок для женщин при подъёме и перемещении тяжестей вручную»
Несмотря на запрет женщин-танкистов в России, в 2019 году, женский танковый экипаж, впервые принял участие в «Армейских международных играх».

### Современные интерпретации термина «феминизм»

#### Первые феминистские художественные события
В дополнение к ассоциациям, борющимся с насилием в отношении женщин, которые начинают формулировать феминистские требования, некоторые художники постепенно берут в свои руки вопрос о правах женщин. Самыми известными из них, безусловно, являются Pussy Riot и их панк-молитва, исполненная в Храме Христа Спасителя в Москве. 21 февраля 2012 года пятеро участников группы отправились в символический собор столицы и начали песню, в которой они, в частности, провозгласили «Святая Богородица, стань феминисткой» и «охотись за Путиным». Выступление и арест через несколько дней трёх членов группы пользовались большой известностью на национальном и международном уровнях и широко освещались прессой и академическими кругами. Подлинно феминистский характер Pussy Riot обсуждается (их критикуют за определённые комментарии и отсутствие связей с местными феминистскими организациями), но их панк-молитва, несомненно, делает феминизм актуальной и горячей темой в России.
Однако было бы неправильно сводить российский феминистский активизм только к Pussy Riots. Действительно, в последние годы по всей России число инициатив стремительно растёт.
Надежда Плунгян, искусствовед и активистка за права женщин в России, одна из первых обратилась к современным феминистским требованиям. Она считает, что «хотя некоторые российские художники называли себя феминистками в конце 1990-х — начале 2000-х, в этот период они предпочитали избегать чётких политических требований в отношении прав женщин». Поэтому только в 2010 году на первой выставке Jen d’Art: une Histoire du Genre de l’Art dans l’Espace Post-Soviet были представлены художницы-женщины. Однако сам по себе этот проект не даёт возможности для настоящего феминистского отражения в мире искусства, которое относится к проекту с подозрением.
В 2012 году Надежда Плунгян вместе с художницей-феминисткой Викторией Ломаско открыла выставку «Феминистский Карандаш» за которой через год последовала вторая выставка «Феминистский Карандаш II». Эти художественные мероприятия направлены на то, чтобы впервые объединить искусство и феминистскую активность, несмотря на то, что до сих пор люди мало общались друг с другом. Они позволяют малоизвестным художникам-женщинам занять политическую позицию и рассказать о своём опыте женщин. Эти «[используют] различные методы для обращения к патриархальным и гетеронормативным общественным нормам» с помощью лозунгов, плакатов, использования юмора и иронии, чтобы представить такие темы, как гомосексуализм, свобода самовыражения, гендерная идентичность. По мнению Нади Плунгян, "работы проектов "Феминистский Карандаш «могут быть связаны с инакомыслием как с точки зрения» прав человека «, раскрывая и критикуя нормы, так и с точки зрения» квир «, опровергая и деконструируя их». Но эти события также подвергаются резкой критике со стороны художественного сообщества, либеральной прессы, интеллигенции и левых, что в особенности касается однополой природы проекта. В прессе художественная ценность проекта сводится к минимуму, описывается как «слабая», «детская» или «слишком женственная». Художница Саша Галкина рисует пенисы в ответ на «Феминистский Карандаш II» на произведениях, созданных во время выставки. По мнению Нади Плунгян, Саша Галкина «осквернила» произведения искусства, а художественное сообщество в основном поддерживает и одобряет действия Галкиной.
Однако феминистские активистки в Киеве и Минске демонстрируют свою поддержку Феминистскому Карандашу, и события, вероятно, окажут влияние как на активизм, так и на искусство. Как отмечает Надя Плунгян, многие феминистские инициативы затем возникли в Москве, Санкт-Петербурге и других регионах России. Однако, как по-прежнему считает Плунгиан, подъём феминизма сопровождается «поворотом вправо», продвижением традиционных гендерных ролей для женщин и определённой деполитизацией. Например, проекты «Кулинария» и «Снова к кулинарии» проходят в Москве в октябре и ноябре 2014 года. Эти мероприятия, представленные как феминистские пространства, но без политических активистов, подчёркивают очень традиционные нормы и ценности. Организаторы заявляют, что исключают любую связь с «женщинами мужского вида, которые хотят уничтожить всех мужчин». Как правило, подобные мероприятия создают известные современные художники, которые используют патриархальные стереотипы, чтобы быть «весёлыми, и позитивными». Новые новостные интернет-сайты, такие как Wonderzine, FurFur, WoS или The Village, также начинают использовать риторику, которую Надежда Плунгян называет «популярным феминизмом»: «Слово» феминизм ", которое год назад было полностью отвергнуто, теперь используется во всех контекстах, связанных с поп-культурой ", но к сожалению автора, повышает реальную осведомлённость по таким темам, как насилие в семье или сексизм .
Однако некоторые группы и художники, заявляющие, что они феминистки, инициируют политизированные проекты и бросают вызов гетеропатриархальным нормам. Left-Fem и FemBand организуют уличные марши, Виктория Ломаско издаёт несколько книг о лесбийском сообществе, развиваются самоуправляемые инициативы, такие как «Феминистские семинары имени Люси Липпард». Затем происходит изменение самоопределения: для одних феминизм принимается во всевозможных популярных контекстах, а для других — как стратегия сопротивления и нарушения гендерной системы.

#### Демократизация использования термина феминизм
11 марта 2017 года в самом центре столицы, на площади 2200 м² ДИ Телеграф на Тверской улице, в нескольких шагах от Кремля, прошёл первый фестиваль Moscow FemFest. По словам организаторов, он привлёк более тысячи посетителей, став первым по массовости мероприятием по феминизму в России. Впечатление произвели не только размах фестиваля, но и оживлённые дискуссии, которые его сопровождали. 8 марта (Всемирный женский день), обычно отмечаемый в России букетами цветов, вот уже несколько лет даёт возможность активисткам-феминисткам проводить конференции, устраивать выставки или вести дискуссии, посвящённые проблемам женщин. Таким образом, Московский FemFest не стал новаторским в своём роде, но выделился масштабом, тематикой обсуждений и разнообразием людей, приглашённых для самовыражения.
Представители ассоциаций против насилия в отношении женщин (Сёстры, Насилию.нет), местных организаций по защите прав женщин (RFO Ona) или международных организаций (немецкий Фонд Генриха Бёлля), блогеры (Дневник Сэма Джонса, Breaking Mad), активисты («Тихий пикет», FemClub), поэты, хореограф, музыкант, исследователи, оппозиционный журналист («Новая газета»), основательница футбольного клуба «GirlPower Football School» — смесь очень разных личностей и вне зависимости являются ли они частью московского феминистского сообщества — все они приглашены в качестве спикеров на FemFest. Однако не все люди, желающие заявить о себе на этом фестивале, получают такую возможность (временные рамки, разногласия с организаторами). Более того, между гостями и организаторами зачастую возникает напряжённость. Эта напряжённость транслируется в социальных сетях (Facebook, Вконтакте), а также в российских (Радио Свобода, Wonderzine, The Village, Colta, The Insider), и зарубежных (TV5 Monde, The Guardian) СМИ. Первопричина таких конфликтов — присутствие игроков за пределами московского феминистского движения и, наоборот, исключение активистов сообщества из числа приглашённых на фестиваль. Также возникают глубокие разногласия по поводу содержания фестиваля и значения феминизма. Организаторы фестиваля, которые, по-видимому, не принадлежат к сообществу, подчёркивают, что феминизм недоступен широкой аудитории и что повышению его «привлекательности» может способствовать проведение развлекательных и образовательных мероприятий. Подобная позиция вызывает сильное недовольство со стороны оппозиции фестиваля. Оппозиция же, в свою очередь, акцентирует важность политизированной борьбы, которая должна затрагивать все аспекты, независимо от уровня их привлекательности.
Тех, кто выступает против организации FemFest, объявляют «радикалами», что позволяет дисквалифицировать их критику в глазах наблюдателей и косвенно заявить о себе, как о гарантах умеренности. Реальность более сложна, среди оппонентов мы находим большое разнообразие профессий, видов деятельности и политических убеждений. Некоторые называют себя художниками, активистами и утверждают, что они либералы, радикалы, левые, интерсекциональные, анархисты, веганы, трансэксклюзивные или инклюзивные, гуманисты. То же касается организаторов и участников FemFest. Это не «радикальный блок», противостоящий «умеренным» феминисткам, а множество людей, работающих на благо женщин в России. Отметим, однако, что две тенденции находятся в противоречии: одна склонна формулировать политическую критику и гетеронормативность, другая, более консенсуальная, работает на демократизацию и демонизацию феминизма, даже если необходимо оставить в стороне некоторые темы.

## В культуре

#### Живопись
- «Курсистка» — картина Николая Ярошенко